# Rover 600
O  600  é um modelo médio da MG Rover.